# Die Schutzengel
Die Schutzengel (Originaltitel: Les Anges gardiens) ist eine französische Actionkomödie aus dem Jahr 1995. Regie führte Jean-Marie Poiré, der gemeinsam mit Christian Clavier auch das Drehbuch schrieb.

## Handlung
Antoine Carco führt in Paris einen Nachtclub mit Striptease. Er erfährt, dass einer seiner Freunde in Hongkong von der chinesischen Mafia ermordet wurde, und reist dorthin. Vor Ort nimmt sich Carco des Sohns des Ermordeten, Bao, an, der Zugang zum gestohlenen Mafiageld hat. Im Kampf gegen die Triaden wird Carco von dem Priester Hervé Tarain unterstützt, der zur gleichen Zeit mit sozial benachteiligten Kindern durch Spendengelder dort ist. Antoine Carco hat das Mafiageld in der Tasche von Tarain versteckt, weswegen er gezwungenermaßen den gleichen Flug nehmen muss.
Antoine spielt Tarain vor, eine Stripperin aus seinem Nachtclub wäre die Mutter von Bao. Regina, Antoines Lebensgefährtin, die leicht eifersüchtig zu machen ist, bekommt das Schauspiel am Flughafen mit und missversteht alles. Die Schutzengel beider Männer erscheinen und versuchen, den Schützlingen die Gewaltanwendung auszureden. Die Schutzengel sehen beide den Schützlingen ähnlich. Während der Schutzengel von Antoine Carco versucht, ihn zur guten Seite zu bekehren, versucht Tarains Schutzengel, ihn dazu zu verleiten, zu sündigen.
Antoines Haus wird von der chinesischen Mafia angezündet und Jean-Luc, Tarains Bruder, entführt. Daraufhin begeben sich Antoine und Tarain auf die Suche nach der Mafia und nach Baos Mutter, welche die Ex-Frau von Mo, dem Anführer der Triaden ist. Sie besiegen die Mafiosi. Am Ende heiraten Antoine Carco und Regina. Als Antoine dann die 3 Millionen US-Dollar spendet, verschwinden die beiden Schutzengel.

## Running Gags
Antoine Carco spricht den Namen Tarains immer falsch aus, Tarain regt sich sehr darüber auf.

## Hintergrund
Der Film wurde in Paris und in Hongkong gedreht. In Frankreich wurden über 5,5 Millionen Kinozuschauer gezählt. In einigen Ländern wie Portugal wurde der Film direkt auf Video veröffentlicht.

## Kritiken
Das Lexikon des internationalen Films bezeichnete den Film als eine „geistlose und frauenfeindliche Klamotte“. Depardieus „komisches Talent“ mache „die chaotische Anhäufung von Zoten auch nicht erträglicher“. Die Zeitschrift Cinema schrieb, der Film sei ein „kruder Mix aus Action- und Fantasy-Klamauk“.
Die Fernsehzeitschrift Prisma fragte, was die Franzosen dazu bewege, sich „scharenweise“ die „wirklich superblöden Klamotten“ des Regisseurs anzuschauen. Der Humor sei „ausgesprochen albern“, die Inszenierung „wirklich lausig“ und der Schnitt „holprig“. In den Actionszenen stimme „vom motorischen Ablauf her“ nichts. Kino.de resümierte, dass der Film trotz „Genre-Potpourri und Story-Wirrwarr […] dank gelungener Gags und deftiger, manchmal ein wenig überzogener Action“ ein „hohes Unterhaltungs-Niveau“ erreiche. Gelobt wurde vor allem „die perfekt funktionierende Chemie zwischen Depardieu und Clavier“.

## Synchronisation
| Rolle              | Darsteller        | Synchronsprecher |
| ------------------ | ----------------- | ---------------- |
| Antoine Carco      | Gérard Depardieu  | Manfred Lehmann  |
| Pater Hervé Tarain | Christian Clavier | Ulrich Frank     |
| Yvon Radmilo       | Yves Rénier       | Thomas Fritsch   |